# Mongolicosa gobiensis
Mongolicosa gobiensis Marusik, Azarkina & Koponen, 2004 è un ragno appartenente alla famiglia Lycosidae.

## Etimologia
Il nome del genere deriva dalla nazione di rinvenimento della maggior parte degli esemplari: la Mongolia, seguita dal suffisso -cosa, che è tipico di gran parte dei generi delle Lycosidae.
Il nome proprio della specie deriva dalla zona di rinvenimento degli esemplari: la provincia del Gobi del Sud, e dal suffisso latino -ensis, che significa: presente, che è proprio lì..

## Caratteristiche
L'olotipo femminile rinvenuto ha lunghezza totale è di 6,80mm; la lunghezza del cefalotorace è di 3,15mm, e la larghezza è di 2,55mm.

## Distribuzione
La specie è stata reperita nella Mongolia meridionale: ai piedi della catena montuosa Gurva Saikhan, nel distretto di Khurmen, appartenente alla provincia dell'Ômnôgov'.

## Tassonomia
Al 2017 non sono note sottospecie e dal 2004 non sono stati esaminati nuovi esemplari.